# Леґія українських націоналістів
Ле́ґія Украї́нських Націоналі́стів (ЛУН) — перша українська націоналістична організація, що діяла у 1925—1929 і стала однією з організацій-засновниць Організації Українських Націоналістів (ОУН).

## Заснування
Була заснована 12 листопада 1925 у Празі на об'єднавчому з'їзді трьох українських державницьких організацій:
- Українське Національне Об'єднання в Чехословаччині (Микола Сціборський, Дмитро Демчук та інші)
- Союз Визволення України (Юрій Коллард, Григорович)
- Союз Українських Фашистів (Петро Кожевників, Леонід Костарів)

Більшість особового складу Леґії становили наддніпрянські українці, здебільшого колишні полуботківці (вихідці з кіл Українського військового клубу ім. гетьмана Павла Полуботка) та прихильники новітніх західноєвропейських державницьких ідей, що робило ЛУН на початку свого існування ідеологічно неоднорідною. Так, у ЛУН виникло дві фракції:
- українські монархісти, прихильники гетьмана Павла Скоропадського (речником їх був інженер Леонід Костарів)
- прихильники емігрантського уряду УНР (гуртувалися довкола полковника Архипа Кмети).

Але авторитет лідера ЛУН полковника Миколи Сціборського і запроваджений ним обов'язковий ідеологічний вишкіл членства, поступово перетворили Леґію на ідеологічно однорідну організацію, членство якої повністю перейшов на ідеологічну базу українського націоналізму.

## Діяльність
У 1927 Центральний Комітет ЛУН ініціював створення «Національно-Військового Союзу в Чехо-Словацькій Республіці», основним завданням якого мало бути об'єднання з іншими подібними військовими організаціями українських вояків в єдину українську національну військову організацію на засаді самостійності та соборності української держави.
Того ж року ЛУН почала видати свій пресовий орган — місячник «Державна Нація». Редагувала його колегія в складі Миколи Сціборського, Петра Кожевнікова і Дмитра Демчука.

## Керівні органи
На чолі ЛУН стояв Центральний Комітет, який складався з референтів за окремими напрямками роботи. Особовий склад ЦК обирався Делегатським з'їздом, що скликався на підставі пропорційного представництва секцій.
Центр організації перебував у м. Подєбради (Чехословаччина) і гуртувався навколо Української Господарської Академії, студенти та викладачі якої становили більшу частину членства ЛУН.
Але 17-18 березня 1928 Надзвичайний делегатський з'їзд у Подєбрадах реформував структуру ЛУН. Вищим керівним органом замість Делегатського з'їзду стала Генеральна Рада, яка складалась із членів центральних органів ЛУН і осіб, спеціально призначених самою Генеральною Радою. Того ж дня відбулося перше засідання Генеральної Ради, що обрала головою ЦК Леґії Миколу Сціборського і, на його пропозицію, затвердила такий склад Центрального Комітету ЛУН:
- Юрій Руденко (генеральний писар)
- Леонід Костарів (політичний референт)
- Петро Кожевників (референт преси та пропаганди)
- Кордонський (фінансовий референт)
- Ярослав Герасимович (секретар)

## Секції і відпоручники
На місцях члени ЛУН гуртувалися в секції, а коли не вистачало членів для формування секції — призначався відпоручник Легії.
Протягом своєї діяльності ЛУН сформувала достатньо розгалужену секційну мережу. Так, постійні секції ЛУН діяли в Празі, Берліні, Відні. Були спроби створення секцій у Єгипті та Канаді (Вінніпеґ). Відпоручники ЛУН постійно діяли в Константинополі та на Балканах, займаючись пошуком і гуртуванням українських політичних емігрантів.
22 липня 1928 було створено секцію ЛУН в Парижі (голова — інженер Г.Калюжний, заступник — сотник М.Антоненко, секретар — сотник П.Василів).
17 жовтня 1928 створено секцію ЛУН у Люксембурзі (голова — О.Твердовський, секретар — сотник Олекса Чуб).

## Членство

Фотографія членства ЛУН (сидять зліва направо М.Сціборський, М.Тобілевич, Т.Пасічник—Тарнавський, Л.Костарів, М.Загривний)

Окрім згаданих керівників ЛУН, членами Леґії були й інші видатні діячі українського націоналістичного руху: Євген Маланюк, Леонід Мосендз, доктор Дмитро Демчук, доктор Микола Вікул, доктор Яків Моралевич, інженер Дмитро Троян, Олекса Жлудкин, Олександр Гайдай, Григір Божик, Михайло Первак, Володимир Дрикалович, Іван Кузнецев, О.Чехівський, Іван Малько, М.Тобілевич, М.Дударів, брати Пасічники, Хмельовський та інші.
До ЛУН також приєдналися галицькі студенти, що навчалися у Подєбрадах: Михайло Селешко, Петро Вигнанський, Василь Виноградник, Роман Минів та інші.
Інтенсивна діяльність ЛУН згодом призвела до входження до її складу:
- групи волинських студентів на чолі з Миколою Ницкевичем (згодом — відпоручник ОУН у Болгарії) та Євгеном Омельчуком (згодом — вояк УПА)
- групи «хліборобів-демократів» на чолі професором Леонідом Фроловим і студентами Панасом Заворицьким і Олексою Мартиновим.

## Символіка
ЛУН започаткувала традицію української націоналістичної символіки, яку згодом використовували ОУН, УПА та українські націоналістичні кола на еміграції.
Емблемою (відзнакою) ЛУН було зображення державного тризуба на щиті українських національних кольорів, який охоплює колом ланцюг (як символ соборності). З-під щита виглядає руків'я і кінець меча, що перехрещує щит. Щит також містить девіз Леґії — «Думка — думкою, меч — мечем».
Крім того, членством ЛУН також вперше було запроваджене націоналістичне вітання «Слава Україні!», запозичене з військового вітання Чорних Запорожців.

## Значення
Леґія Українських Націоналістів була першою в українській історії організацією, що ідеологічно оформилася як націоналістична. Саме ЛУН вперше почала використовувати назву «націоналістичний», замість використовуваних доти «національний» або «державницький».
У колах ЛУН були сформовані основні засади українського націоналізму:
- визнання націй, а не класів творцем історії та ставлення, з уваги на те, інтересів нації вище за інтереси класів, груп і партій;
- відновлення змагань до створення УССД (Української Самостійної Соборної Держави);
- органічна єдність та солідарність усіх частин нації.

Після усвідомлення спільних ідеологічних платформ з Українською Військовою Організацією, Групою Української Національної Молоді і Союзом Української Націоналістичної Молоді, ЛУН створила разом із цими організаціями єдину Організацію Українських Націоналістів.